# Stefan Treue
Stefan Treue (* 31. August 1964 in Peine) ist ein deutscher Neurowissenschaftler, Biologe und seit 2001 Professor für Neurowissenschaften und biologische Psychologie an der Georg-August-Universität Göttingen.

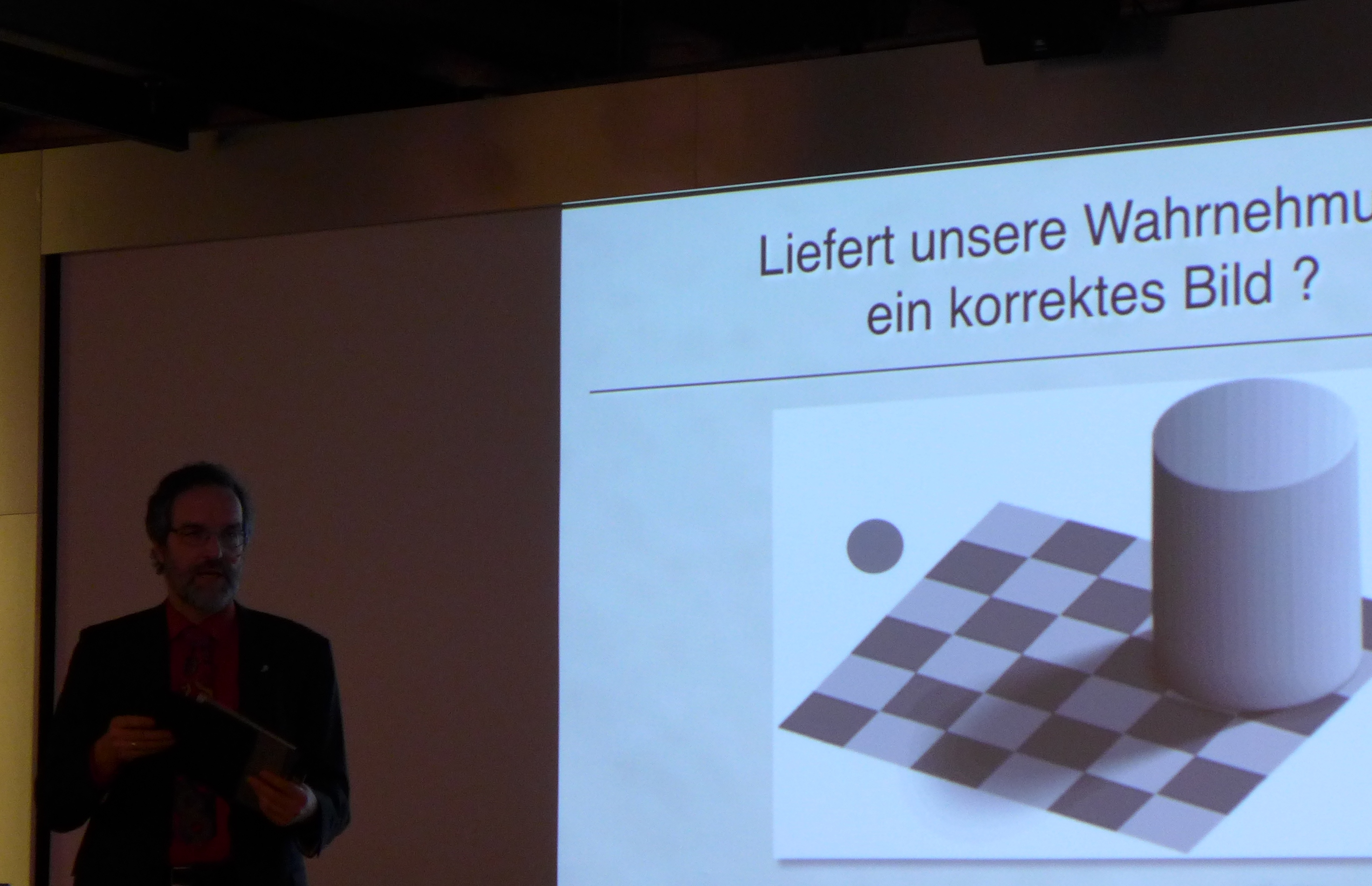
Stefan Treue diskutiert im PS-Speicher die Relativität von Helligkeit (2016)

## Werdegang
Treue absolvierte ein Biologiestudium in Frankfurt am Main, Heidelberg und an der Duke University in Durham. Stefan Treue erwarb 1992 am Massachusetts Institute of Technology den Ph.D. Er wurde als Post-Doktorand anschließend am MIT angestellt und arbeitete dort bis 1993. In den Jahren 1993–1995 arbeitete er dann, ebenfalls als Post-Doktorand, am Baylor College of Medicine in Houston, Texas. 1995 begann er dann seine Arbeit an der Universität Tübingen, wo er bis 2001 die Arbeitsgruppe Laboratory of Cognitive Neuroscience leitete, von 2000 bis 2001 auch als Professor of Animal Physiology.
2001 wurde Treue als Professor of Cognitive Neuroscience and Biological Psychology an die Georg-August-Universität Göttingen berufen, wo er bis heute lehrt und in der Abteilung Kognitive Neurowissenschaften als Direktor des Deutschen Primatenzentrums forscht.
2009 wurde Stefan Treue für seine Arbeiten auf dem Gebiet der neurobiologischen Aufmerksamkeitsforschung von der Deutschen Forschungsgemeinschaft (DFG) mit dem Gottfried-Wilhelm-Leibniz-Preis ausgezeichnet, der als bedeutendster deutscher Forschungspreis auf bis zu 2,5 Millionen Euro dotiert ist. Treue ist ordentliches Mitglied der Akademie der Wissenschaften zu Göttingen und wurde 2024 in der Sektion Neurowissenschaften in die Nationale Akademie der Wissenschaften Leopoldina aufgenommen.

## Forschungsschwerpunkte
Hauptschwerpunkt seiner Forschung ist die visuelle Wahrnehmung und die Untersuchung neuronaler Prozesse, die mit dem Sehen verknüpft sind. Eine besondere Rolle spielt dabei die Aufmerksamkeit, wobei die visuellen Reize gefiltert werden. Die Verarbeitungsprozesse des Gehirns konzentrieren sich dann auf die relevanten Informationen.
Zu seinen methodischen Mitteln zählt insbesondere die Elektrophysiologie, mithilfe derer die visuelle Wahrnehmung und die entsprechende neuronale Verarbeitung untersucht wird.
Zu Treues theoretischen Zugängen zählen u. a. funktionelle Gehirntheorien.

## Weitere Tätigkeiten
Stefan Treue ist Vorsitzender der Initiative „Tierversuche verstehen“.

## Veröffentlichungen (Auswahl)
- (mit J. H. R. Maunsell) Attentional modulation of visual motion processing in cortical areas MT and MST (1996). In: Nature 382 (6591): S. 539–541.
- (mit J. C. Martinez-Trujillo) Feature-based attention influences motion processing gain in macaque visual cortex (1999). In: Nature 399 (6736): S. 575–579.
- (mit K. Hol und H.-J. Rauber) Seeing multiple directions of motion - Physiology and psychophysics (2000). In: Nature Neuroscience 3 (3): S. 270–276.
- (mit J. C. Martinez-Trujillo) Attentional modulation strength in cortical area MT depends on stimulus contrast (2002). In: Neuron 35: S. 365–370.
- Neural correlates of attention in primate visual cortex (2001). In: Trends in Neurosciences 24 (5): S. 295–300.
- (mit J. C. Martinez-Trujillo) Feature-based attention increases the selectivity of population responses in primate visual cortex (2004). In: Current Biology 14: S. 744–751.
- (mit T. Womelsdorf, K. Anton-Erxleben, F. Pieper) Dynamic shifts of visual receptive fields in cortical area MT by spatial attention (2006). In: Nature Neuroscience 9: S. 1156–1160.
- (mit J. H. R. Maunsell) Feature-based attention in visual cortex. In: Trends in Neurosciences, Volume 29, Issue 6, 2006, Pages 317–322, https://doi.org/10.1016/j.tins.2006.04.001.
- (mit L. Busse, S. Katzner) Temporal dynamics of neuronal modulation during exogenous and endogenous shifts of visual attention in macaque area MT Proceedings of the National Academy of Sciences (PNAS) (2008), 105, 16380–16385.
- Moein Esghaei, Stefan Treue, Trichur R. Vidyasagar: Dynamic coupling of oscillatory neural activity and its roles in visual attention, Trends in Neurosciences, Volume 45, Issue 4, 2022, Pages 323–335, https://doi.org/10.1016/j.tins.2022.01.003.